# Роберт Нозік
Роберт Нозік (англ. Robert Nozick; *16 листопада 1938 — †23 січня 2002) — американський філософ російсько-єврейського походження, ідеолог лібертаріанства, професор Гарвардського університету.
Захищав необхідність «мінімальної держави» і критикував теорію «соціальної держави» за насильство над індивідами. Нозік формулює свою генетичну теорію справедливості: по-перше, люди мають право заволодівати власністю, яка нікому не належить. Це принцип справедливості придбання. По-друге, люди мають право дарувати свою власність іншим або добровільно обмінюватися нею з іншими. Це принцип справедливості передачі.
Був одружений з американською поетесою Гертрудою Шнакенберг.

## Твори
- Анархія, держава і утопія (1974)
- Природа раціональності (1993)